# Dicranomyia tongensis
Dicranomyia tongensis är en tvåvingeart som först beskrevs av Alexander 1978.  Dicranomyia tongensis ingår i släktet Dicranomyia och familjen småharkrankar.
Artens utbredningsområde är Tonga. Inga underarter finns listade i Catalogue of Life.